# Neuilly-Plaisance
Neuilly-Plaisance é uma comuna francesa situada no departamento de Seine-Saint-Denis, na região da Île-de-France.
Seus habitantes são chamados Nocéens.

## Geografia

### Localização
A cidade está situada na margem norte do Marne, no flanco sudeste do planalto de Avron, a 14 km a leste de Paris.

### Transporte
A cidade é servida pela estação de Neuilly-Plaisance do RER A.

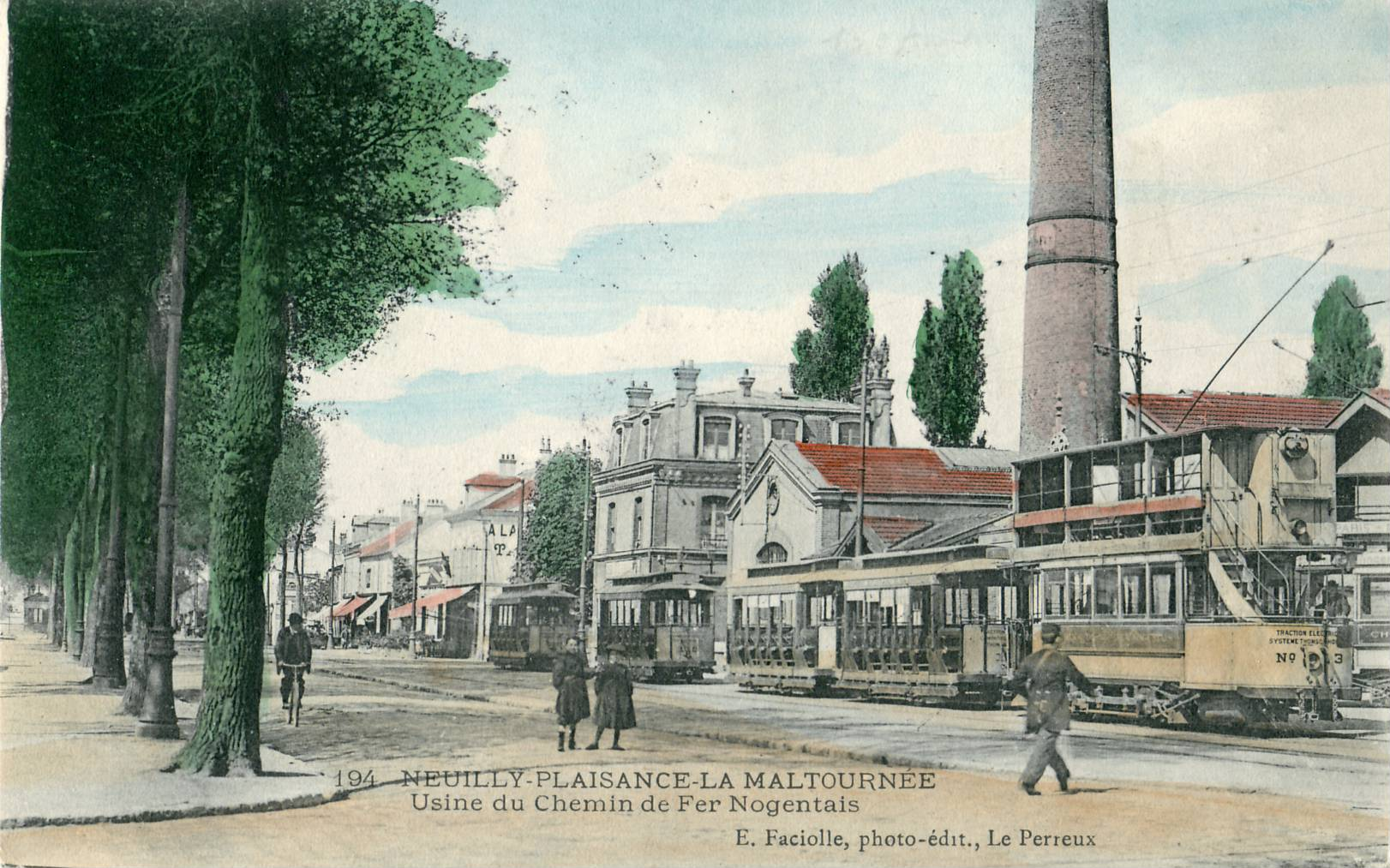
O pátio do tramway Nogentais e a central elétrica de La Maltournée

## Toponímia

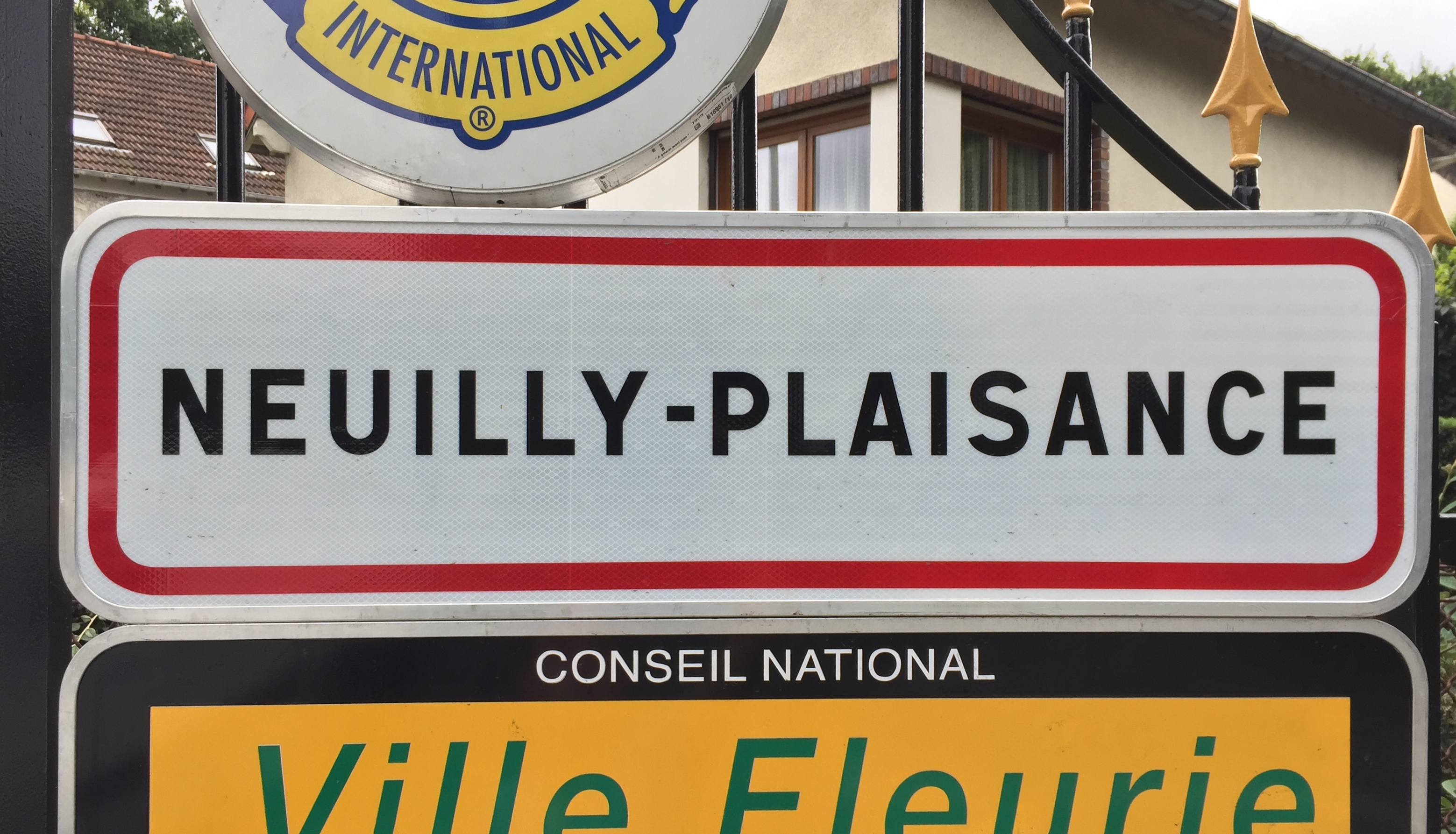
Entrada signo da cidade.

O nome recente de Neuilly-Plaisance tem uma dupla etimologia :
- Neuilly viria de Nobil-i-acum, derivado do nome comum novale / -is. Este termo refere-se às derrubadas feitas nas margens do Marne, e é semelhante ao latim novus, que significa "novo, recente". As 84 cidades e vilas que levam o nome de Neuilly correspondem, não para as unidades de povoamento antigas, mas aos povoamentos recentes, a maior parte do tempo, localizados na borda de um rio.
- Plaisance refere-se a um local agradável, de pântanos do Marne. Este nome foi usado pela primeira vez para designar uma aldeia e uma avenida de Neuilly-sur-Marne.

## História

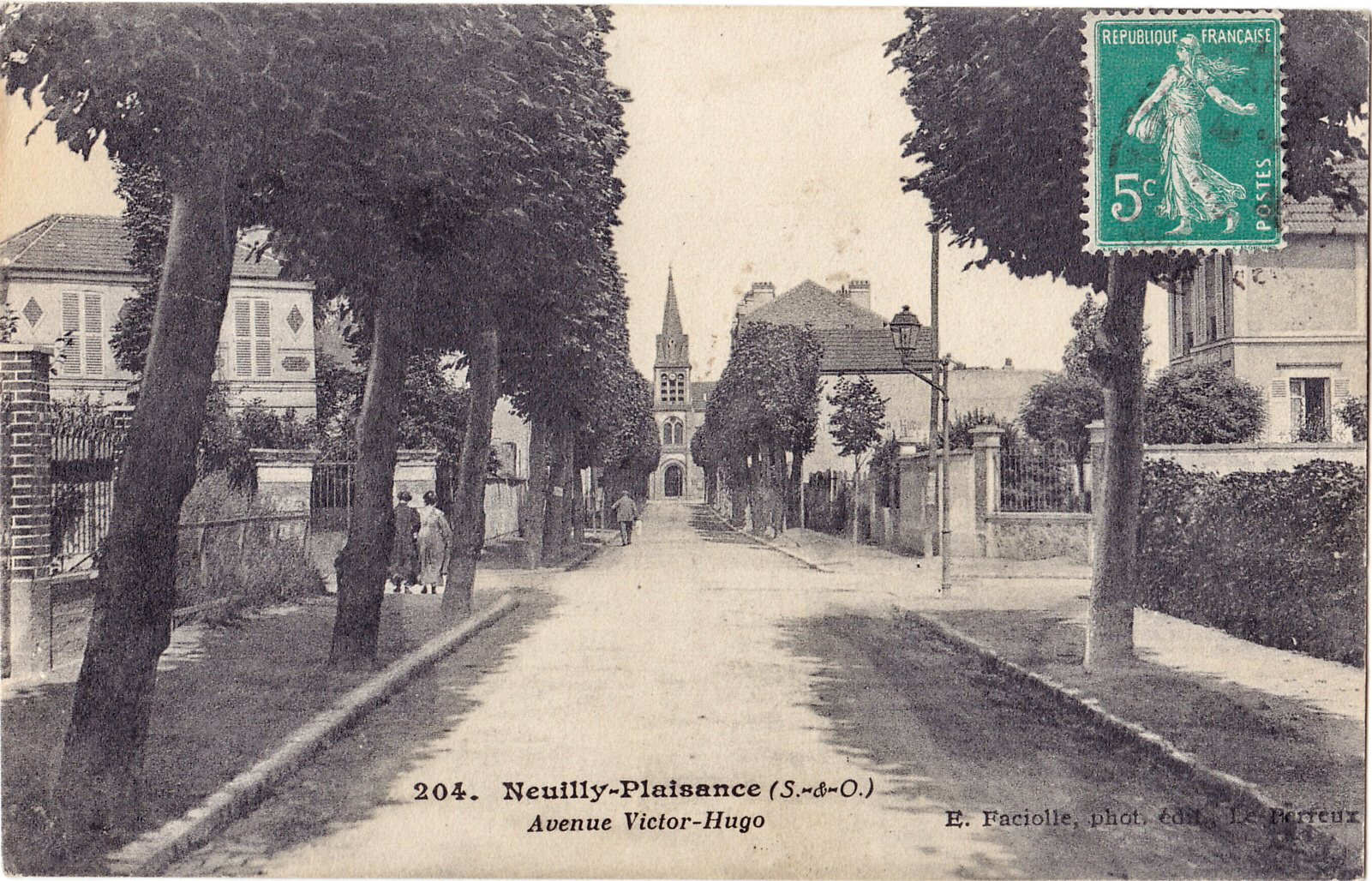
A avenida Victor-Hugo e a igreja, no ano de 1900.

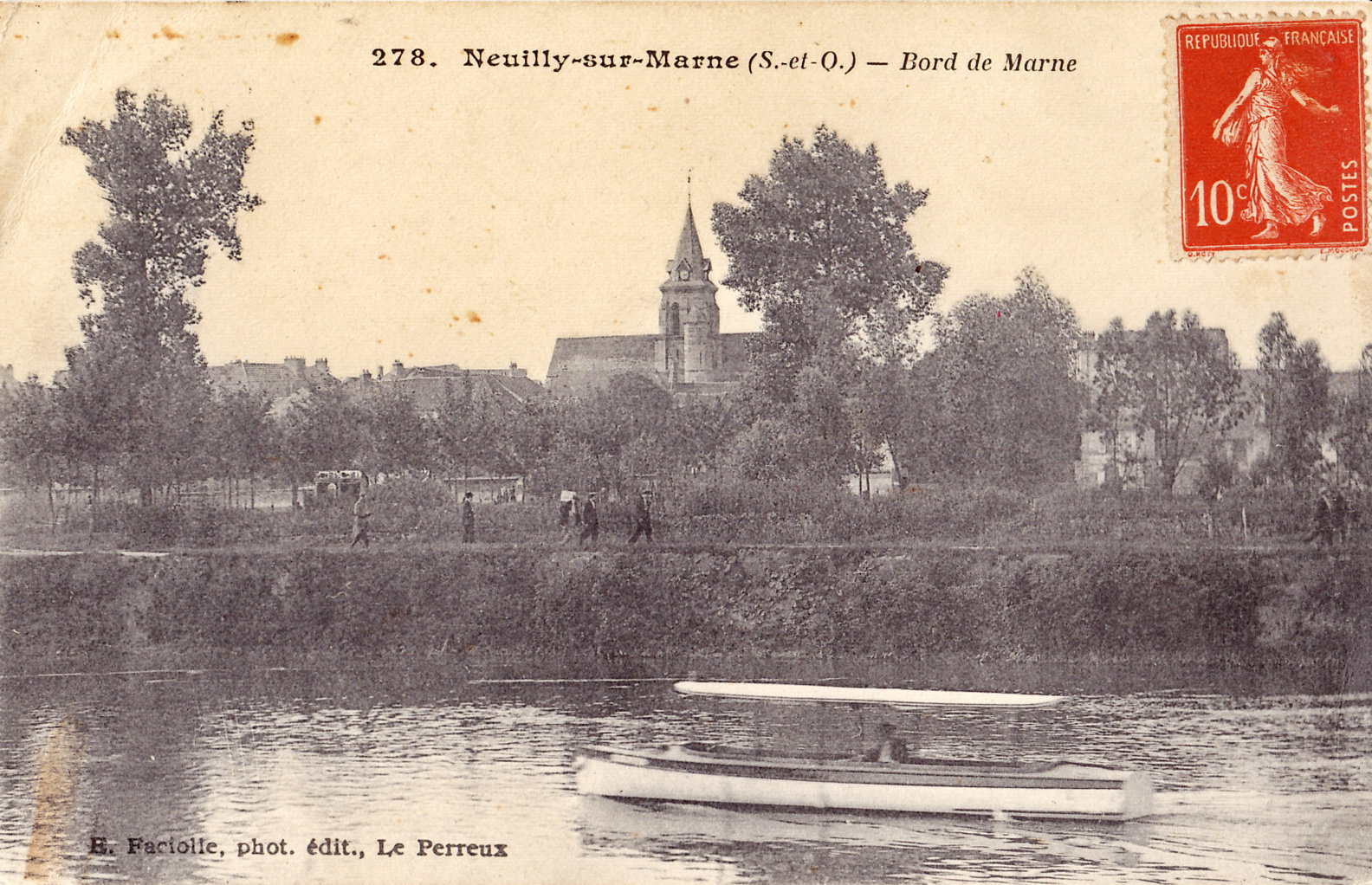
As margens do Marne, na mesma época.

Antes da Revolução, a atual localização da cidade foi ocupado pelo parque do château d'Avron (localizado em Rosny-sous-Bois).
A comuna de Neuilly-Plaisance foi criada em 1892 a partir do território de Neuilly-sur-Marne.
Até a lei de 10 de julho de 1964, a comuna foi parte do departamento de Sena e Oise. A redistribuição dos antigos departamentos do Sena e do Sena e Oise fez com que a cidade pertencesse agora a Seine-Saint-Denis, depois de uma transferência administrativa efetuada em 1 de janeiro de 1968.
Neuilly-Plaisance é a cidade em que o abbé Pierre comprou a primeira casa para o que se tornaria o movimento Emaús.

## Cultura local e patrimônio

### Lugares e monumentos

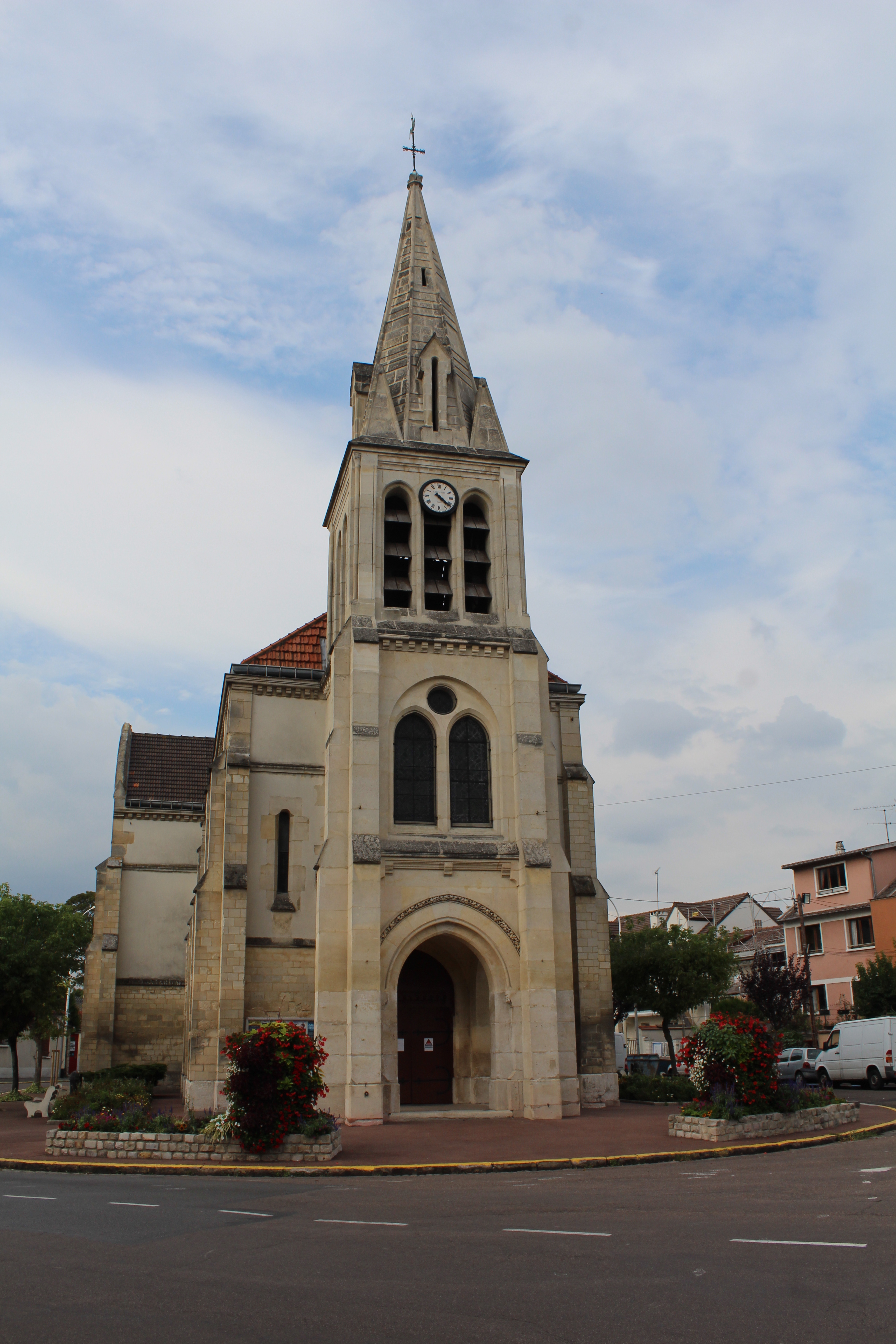
Igreja Saint-Henri.

- A igreja Notre-Dame-de-l'Assomption (ou d'Avron).
- O Castelo d'água do Planalto de Avron, construído entre 1932 e 1938, que domina o Planalto de Avron, e que é, portanto, visível a partir de muitos pontos em paris. É um dos edifícios mais altos da cidade.
- No centro da cidade, a igreja Saint-Henri fica no meio da avenue Victor Hugo.
- Em 1993, uma vinha de 800 metros quadrados foi replantada.
- A Voie Lamarque.
- A comuna de Neuilly-Plaisance também é famosa por ser a casa da primeira comunidade Emaús, fundada pelo abbé Pierre, em seguida, membro do parlamento, em 1949. O movimento Emaús tem se desenvolvido rapidamente, na França e internacional, em particular na sequência do convite do abbé Pierre, no inverno de 1954, que o fato conhece.
- A cidade criou, com o local de antigas pedreiras de gesso preenchido por materiais inertes, no início da década de 90, um parque de 31,4 hectares, que abriu suas portas em 31 de dezembro de 1999.

### Personalidades ligadas à comuna
- Gévrise Emana, esportista de nível superior (judô) ;
- Patricia Girard, esportista de nível superior (atletismo) ;
- Gerald Scordialo, compositor e maestro ;
- Claude Miller, diretor de cinema ;
- Bernard Minet, cantor ;
- O Abbé Pierre, fundador do Movimento Emaús e a comunidade Emaús Neuilly-Plaisance ;
- Jean-Pierre Haigneré, Astronauta.